# Bruno Ganz

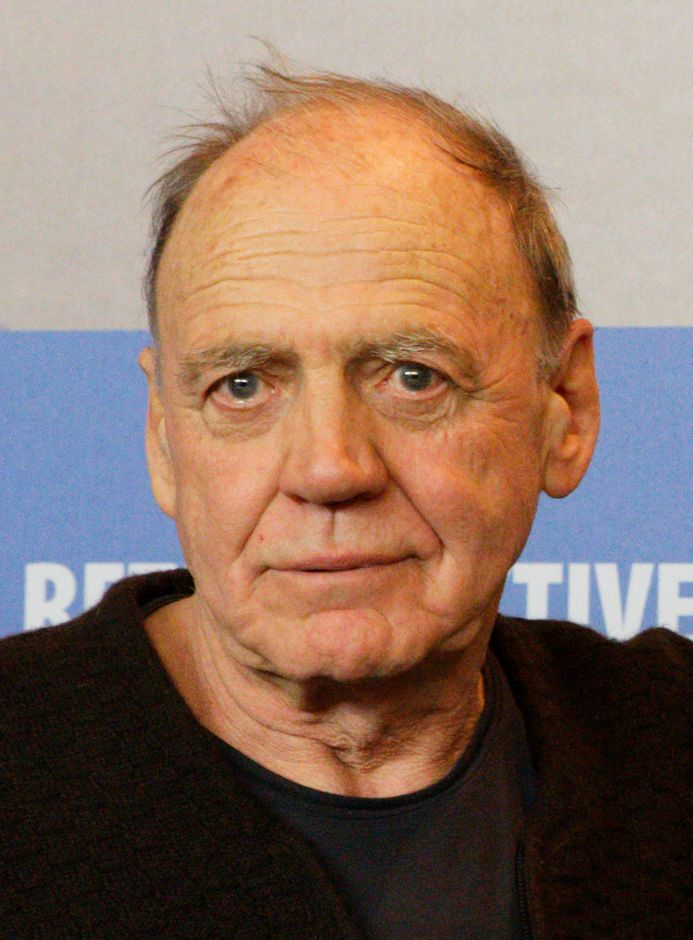
Bruno Ganz, Berlinale 2017

Bruno Ganz (* 22. März 1941 in Zürich; † 16. Februar 2019 in Au, Gemeinde Wädenswil) war ein international tätiger Schweizer Schauspieler. Ganz zählte zu den grössten Theater- und Filmschauspielern im deutschsprachigen Raum und war ab 1996 bis zu seinem Tod der Träger des Iffland-Ringes. Nach ersten Theaterengagements traf er in Bremen mit Peter Stein einen Regisseur, mit dem er lange zusammenarbeitete. Die von Ganz mitbegründete West-Berliner Schaubühne wurde in den 1970er-Jahren zum Dreh- und Angelpunkt des europäischen Theaterlebens. Dort spielte Ganz unter anderem die Titelrolle in Ibsens Peer Gynt und in Kleists Traum vom Prinzen Homburg. Mitte der 1970er-Jahre wurde er zu einem der wichtigsten Schauspieler des Jungen Deutschen Films. Höhepunkte in seiner über 100 Filme umfassenden Laufbahn waren seine Darstellungen des Engels Damiel in Der Himmel über Berlin (1987) sowie die des Diktators Adolf Hitler in Der Untergang (2004), mit denen er einem grossen internationalen Kinopublikum bekannt wurde.

## Leben
Bruno Ganz wurde als Sohn des Schweizer Fabrikarbeiters Oskar Ganz und der Norditalienerin Anna in Zürich-Seebach geboren und wuchs dort mit seinem 1947 geborenen Bruder Renzo auf. Das Schauspiel entdeckte er schon als Schüler für sich, bei seinem ersten Bühnenauftritt im Konfirmationsunterricht. Ein befreundeter Beleuchter des Zürcher Schauspielhauses verschaffte ihm Zutritt zu den Theatervorstellungen. Er verliess das Gymnasium kurz vor der Matura. Die besorgte Mutter hatte ihm schon einen Lehrvertrag bei einem Malermeister besorgt. Doch nach einem kurzen Aufenthalt in Paris absolvierte er Abendkurse am Zürcher Bühnenstudio (heute Hochschule der Künste) und besuchte nach der bestandenen Aufnahmeprüfung sporadisch auch Klassen an der Schauspielschule. Nebenbei jobbte er als Buchverkäufer und leistete seinen Militärdienst in der Schweizer Armee in der Rekrutenschule als Sanitäter.
Mit 19 Jahren spielte er seine erste Filmrolle, den Kammerdiener in Der Herr mit der schwarzen Melone (1960). 1961 spielte er in Chikita einen Jazzfan. Ein Jahr später ging Ganz nach Westdeutschland und spielte zunächst am Jungen Theater Göttingen und von 1964 bis 1969 am Theater am Goetheplatz in Bremen unter der Leitung von Kurt Hübner. Hier traf er Peter Zadek und 1967 Peter Stein. Mit letzterem wurde er 1969 ans Schauspielhaus Zürich verpflichtet; die Theatertruppe wurde nach kurzem wieder vertrieben, was zur Gründung von Steins West-Berliner Schaubühne am Halleschen Ufer führte. Das Ensemble der Schaubühne, mit seinen radikal demokratischen künstlerischen Produktionsverhältnissen, veränderte die Theaterszene. Ganz arbeitete mit den innovativen Regisseuren seiner Zeit zusammen, wie Claus Peymann, Klaus-Michael Grüber, Luc Bondy, Dieter Dorn, und das Ensemble entwickelte sich zum berühmtesten deutschen Theater.
Die Londoner Times erwähnte den aufstrebenden Schauspieler erstmals in einer Rezension der Aufführung von Wedekinds Frühlings Erwachen im Londoner Aldwych Theatre 1965. Ganz spielte da die Rolle des Moritz Stiefel und wird so beschrieben: «Bruno Ganz’ Moritz, mit lose gebundener Krawatte und lockerer Gestik, wirkt eher wie der Rebell gegen das System als dessen Opfer.» Seine erste Hauptrolle in einem Kinofilm spielte Ganz in Der sanfte Lauf von Haro Senft (1928–2016), einem der Initiatoren der filmpolitischen Initiative «Oberhausener Manifest», der 1966/1967 in München und Prag gedreht wurde. Er gehört zu den ersten sechs Spielfilmen, die infolge der Forderungen des Oberhausener Manifests durch das Kuratorium junger deutscher Film 1965 als Regieförderung finanziert wurden.
1972 machte Ganz Theatergeschichte in der Hauptrolle von Kleists Drama Traum vom Prinzen Homburg, die deutsche Prinzenrolle schlechthin. Peter Steins Adaption und die Aufführung mit Jutta Lampe, Otto Sander, Peter Fitz und Botho Strauß als dramaturgischem Mitarbeiter war eine biographische Inszenierung, die mit einer Pantomime abschloss.
1972 spielte er erstmals bei den Salzburger Festspielen unter Peymanns Regie in der Uraufführung von Thomas Bernhards Der Ignorant und der Wahnsinnige. Für diese Darstellung wurde er als «Schauspieler des Jahres» ausgezeichnet. Er blieb Bernhard bis zu dessen Tod 1989 freundschaftlich verbunden; Bernhards Stück Die Jagdgesellschaft enthält die Widmung «Für Bruno Ganz, wen sonst». Die intensivste Zusammenarbeit am Theater entwickelte sich seit den frühen 1970er Jahren mit dem Regisseur Klaus Michael Grüber. Mit der Uraufführung von Prometheus, gefesselt von Aischylos (Übersetzung Peter Handke) in Grübers Regie kehrte Bruno Ganz 1986 nach Salzburg zurück.
Richard Eder von der New York Times erwähnte Ganz erstmals 1976, im Zusammenhang mit einem Interview des französischen Filmregisseurs Éric Rohmer anlässlich der Aufführung der Marquise von O. in New York 1976. Rohmer sprach davon, dass er für den Film «deutsche Bühnenschauspieler» verpflichtet habe, denn er wünschte sich grosse Gesten, wie sie bei Filmschauspielern weniger üblich seien. Er bat die Schauspieler, sich das 1777 entstandene erotische Gemälde von Jean-Honoré Fragonard Le Verrou zu Gemüte zu führen. «Bruno Ganz sah sich das eine glatte halbe Stunde lang an. Ein sehr gewissenhafter Schauspieler.»

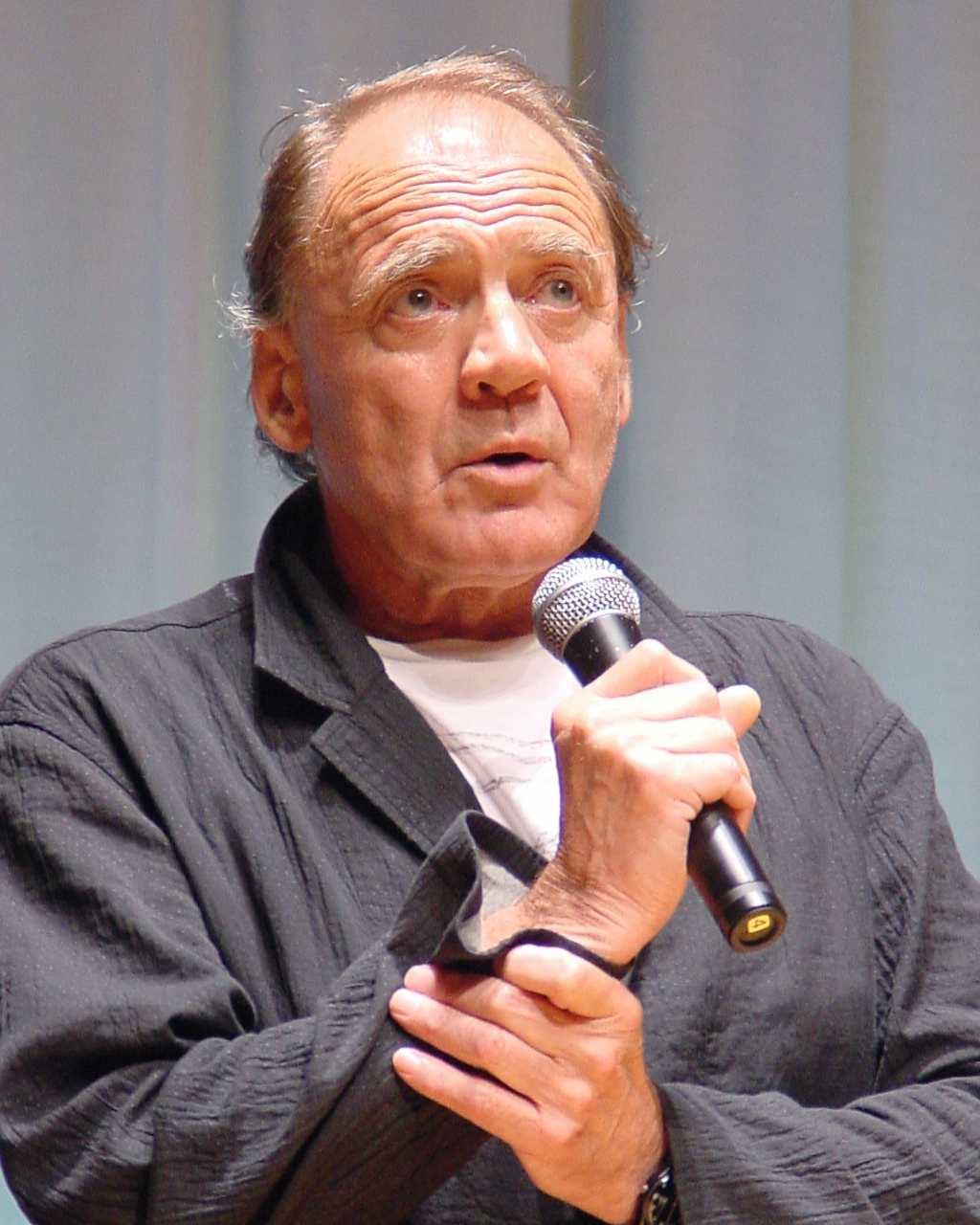
Bruno Ganz auf dem Deutschen Filmfestival Tokio, Juni 2005

Den internationalen Durchbruch erzielte er 1977 mit Wim Wenders’ Der amerikanische Freund an der Seite von Dennis Hopper. In der Verfilmung des Romans von Patricia Highsmith spielt er einen todkranken Hamburger Bilderrahmenmacher, der für einen skrupellosen Amerikaner Morde gegen Bezahlung begehen soll, damit Frau und Kind nach seinem Tod finanziell abgesichert sind. Hopper kam laut Wim Wenders zwei Wochen zu spät und suizidär veranlagt direkt in seiner Rolle aus Apocalypse Now am Set an und sagte später, Bruno Ganz habe ihm das Leben gerettet, nachdem er ihm vor laufender Kamera emotional eine gelangt hatte. 1987 spielte Ganz in Wenders’ Der Himmel über Berlin an der Seite von Otto Sander und Solveig Dommartin den Engel Damiel, der aus Zuneigung zu den Menschen auf seine Unsterblichkeit verzichtet. Es war ein Drehbuch aus der Feder von Peter Handke, mit der Musik von Nick Cave, der im Film selbst bei einem Live-Auftritt zu sehen ist. Den Engel Damiel spielte Ganz für Wenders ein zweites Mal in der Fortsetzung der Geschichte: In weiter Ferne, so nah! (1993).
Im Jahr 2000 spielte er den traurigen Kellner in der vielfach ausgezeichneten italienischen Komödie Brot und Tulpen von Silvio Soldini. Noch im gleichen Jahr beeindruckte Ganz als Faust in Peter Steins ungekürzter, 21-stündiger Inszenierung von Goethes Faust I und Faust II, die auf der Expo 2000 in Hannover uraufgeführt wurde, bevor eine Tournee nach Berlin und Wien führen sollte. Ganz wurde bei einem Probenunfall so schwer verletzt, dass er die Premiere nicht spielen konnte. 2001 bekam er für diese Rolle den Theaterpreis Berlin. 2003 debütierte er am Wiener Burgtheater unter Grübers Regie in Ödipus auf Kolonos des Sophokles (Bühnenbild und Kostüme: Anselm Kiefer; Übersetzung aus dem Altgriechischen: Peter Handke).
2004 war seine Verkörperung des Diktators Adolf Hitler in Der Untergang von Oliver Hirschbiegel nach seinen eigenen Worten ein Einschnitt in seinem künstlerischen Wirken und wurde von der Presse überwiegend als überragend bezeichnet.

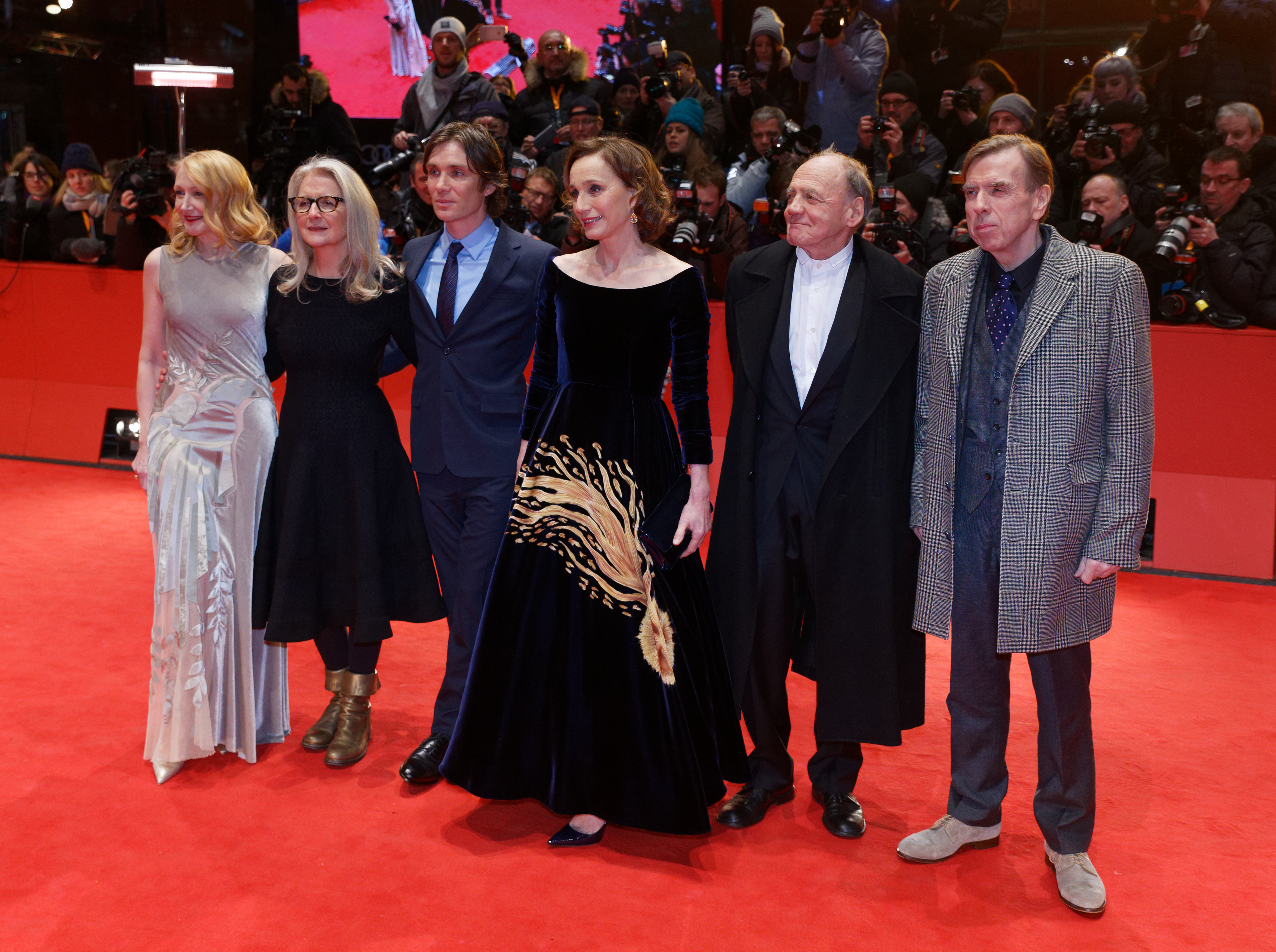
V. l. n. r. Patricia Clarkson, Sally Potter, Cillian Murphy, Kristin Scott Thomas, Bruno Ganz, Timothy Spall bei der Weltpremiere von The Party, Berlinale 2017

Danach wandte Ganz sich oft der Schweiz zu: In Vitus (2005) des Autorenfilmers Fredi M. Murer spielte er den Grossvater eines hochbegabten Jungen, der gegen seine überambitionierte Mutter kämpft. Der Pianist Teo Gheorghiu spielte als 12-Jähriger das Wunderkind Vitus. In der Politsatire Der grosse Kater (2010) hatte Ganz das höchste Staatsamt seines Heimatlandes inne und spielte neben Marie Bäumer und Ulrich Tukur den Bundespräsidenten der Schweiz, der durch eine Intrige aus dem Amt gedrängt werden soll. 2015 spielte Ganz den Alpöhi im Kinderfilm Heidi. Ganz erklärte damals: «Ich bin Schweizer, ich bin in dem Alter, ich muss das machen. Ich hätte das sonst ewig bereut.» Ganz sprach neben Schweizerdeutsch und Deutsch auch fliessend Französisch und Italienisch.
Nach einem Zerwürfnis mit Peymann spielte Ganz am Berliner Ensemble nicht wie erwartet in Botho Strauß’ Stück Schändung nach Shakespeare, sondern erst 2006 im Schauspielhaus Bochum unter der Regie von Elmar Goerden.
2008 spielte er im von Eichinger produzierten Der Baader Meinhof Komplex den BKA-Präsidenten Horst Herold. Die Geschichte des Films sah er in engem Zusammenhang mit seinem eigenen Leben. So war er lange Zeit Sympathisant der ausserparlamentarischen Linken, auch von Ulrike Meinhof, distanzierte sich jedoch schnell von den Gewalttaten der RAF seit Mitte der 1970er Jahre.
Von 2010 bis 2013 war Bruno Ganz gemeinsam mit Iris Berben Präsident der Deutschen Filmakademie.

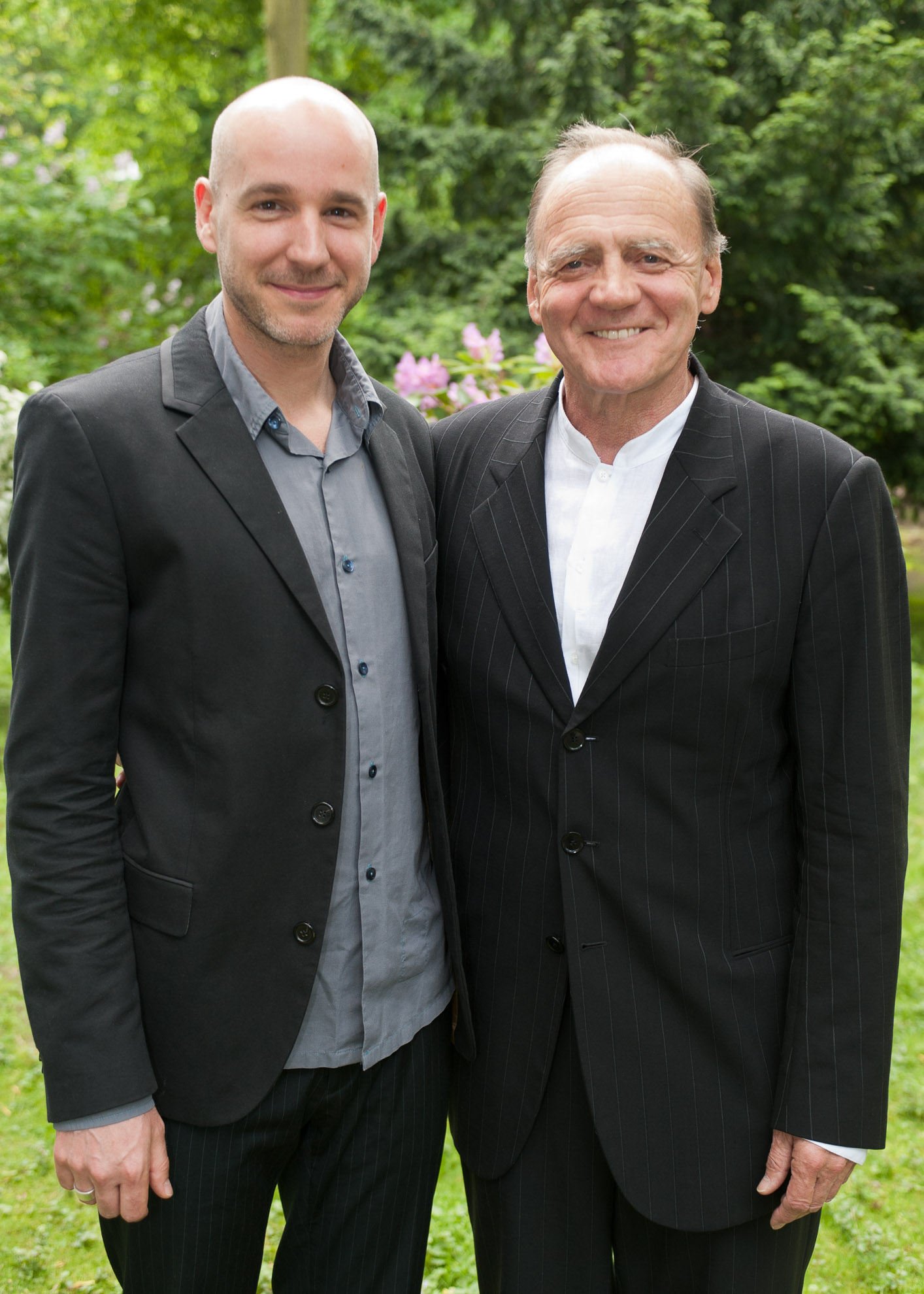
Paul Herwig mit Juror Bruno Ganz, Theatertreffen 2010, Berlin

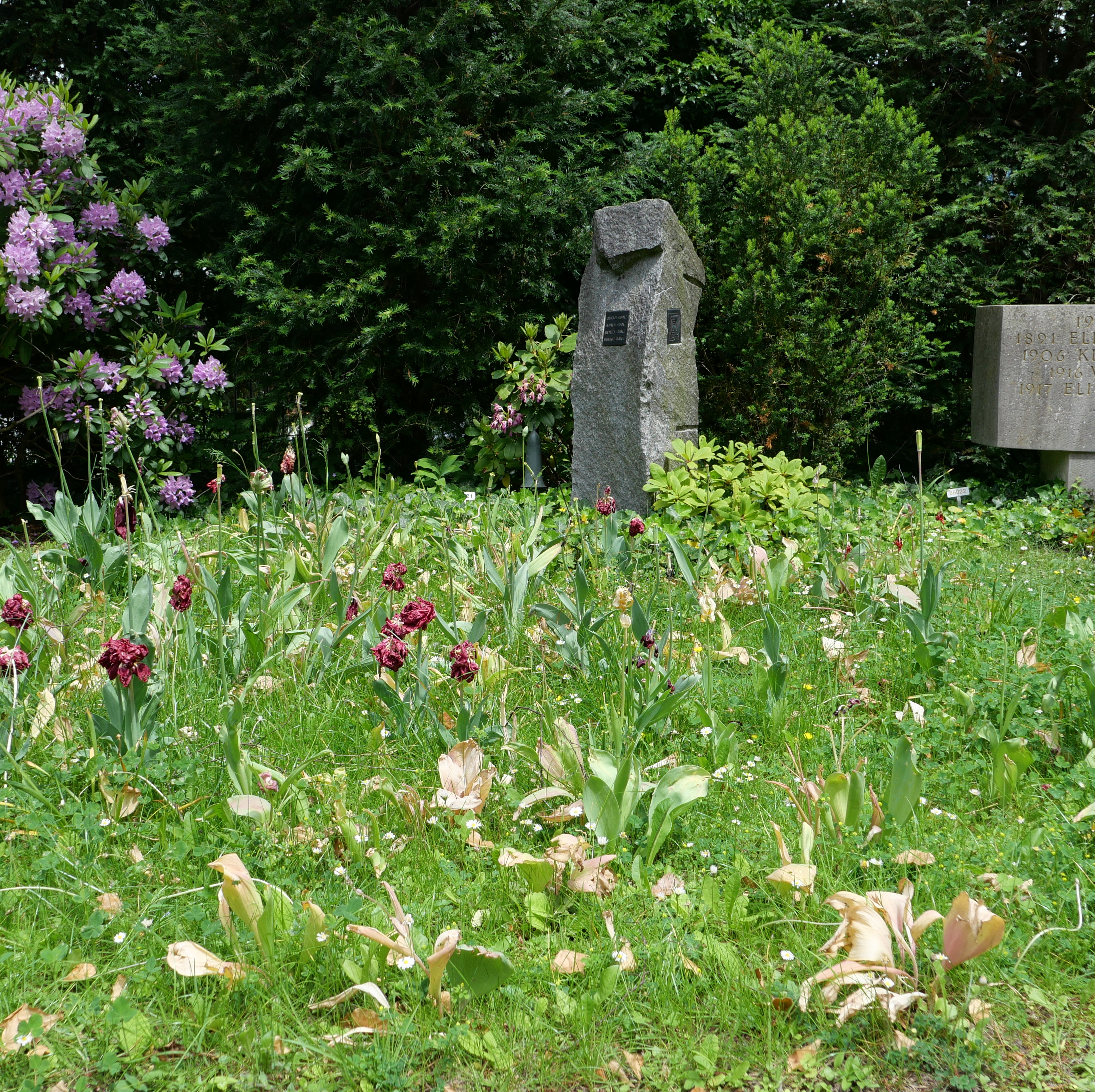
Das Grab der Familie Ganz in Zürich

2017 verkörperte Ganz in Der Trafikant den Begründer der Psychoanalyse Sigmund Freud und in der Verfilmung des Eugen-Ruge-Romans In Zeiten des abnehmenden Lichts den 90-jährigen DDR-Funktionär Wilhelm Powileit kurz vor dem Mauerfall.
Bruno Ganz war ab 1965 mit Sabine Ganz verheiratet. Das Paar lebte weitgehend getrennt. Aus der Ehe ging ein Sohn hervor, der im Alter von sechs Jahren erblindete. Bruno Ganz lebte die letzten Jahre in Au, Gemeinde Wädenswil unweit der von ihm geliebten Halbinsel Au am linken Zürichseeufer, hatte eine Wohnung in Venedig und wohnte lange in Berlin. Seine langjährige Lebensgefährtin war die Theaterfotografin Ruth Walz.
Im Sommer 2018 sollte Ganz bei den Salzburger Festspielen den Erzähler in Mozarts Zauberflöte spielen, doch dazu kam es nicht mehr. Die Proben musste er auf ärztlichen Rat abbrechen. Er starb am 16. Februar 2019 im Alter von 77 Jahren zu Hause an Darmkrebs. Die Trauerfeier für Ganz fand am 20. März 2019 im Fraumünster in Zürich statt, wegen der grossen Anteilnahme der Bevölkerung wurde die Trauerfeier auch in die benachbarte Kirche St. Peter übertragen. Die Urnenbeisetzung erfolgte auf dem Friedhof Rehalp im Zürcher Stadtkreis Riesbach, wo auch Bruno Ganz’ Eltern und sein Bruder bestattet sind.

## Auszeichnungen
Im Februar 1996 vermachte der Schauspieler Josef Meinrad Bruno Ganz den Iffland-Ring, eine Auszeichnung, die seit über hundert Jahren dem «jeweils bedeutendsten und würdigsten Bühnenkünstler des deutschsprachigen Theaters» auf Lebenszeit verliehen wird. Ursprünglich hatte Ganz Gert Voss zu seinem Nachfolger bestimmt, dieser starb jedoch im Juli 2014. Danach entschied sich Ganz, den Ring an Jens Harzer weiterzugeben.
Am 2. März 2006 wurde Ganz in Wien vom österreichischen Bundespräsidenten Heinz Fischer das Österreichische Ehrenzeichen für Wissenschaft und Kunst überreicht. Damit wurde Ganz in die Österreichische Kurie für Kunst aufgenommen.

### Weitere Auszeichnungen
- 1973: Schauspieler des Jahres

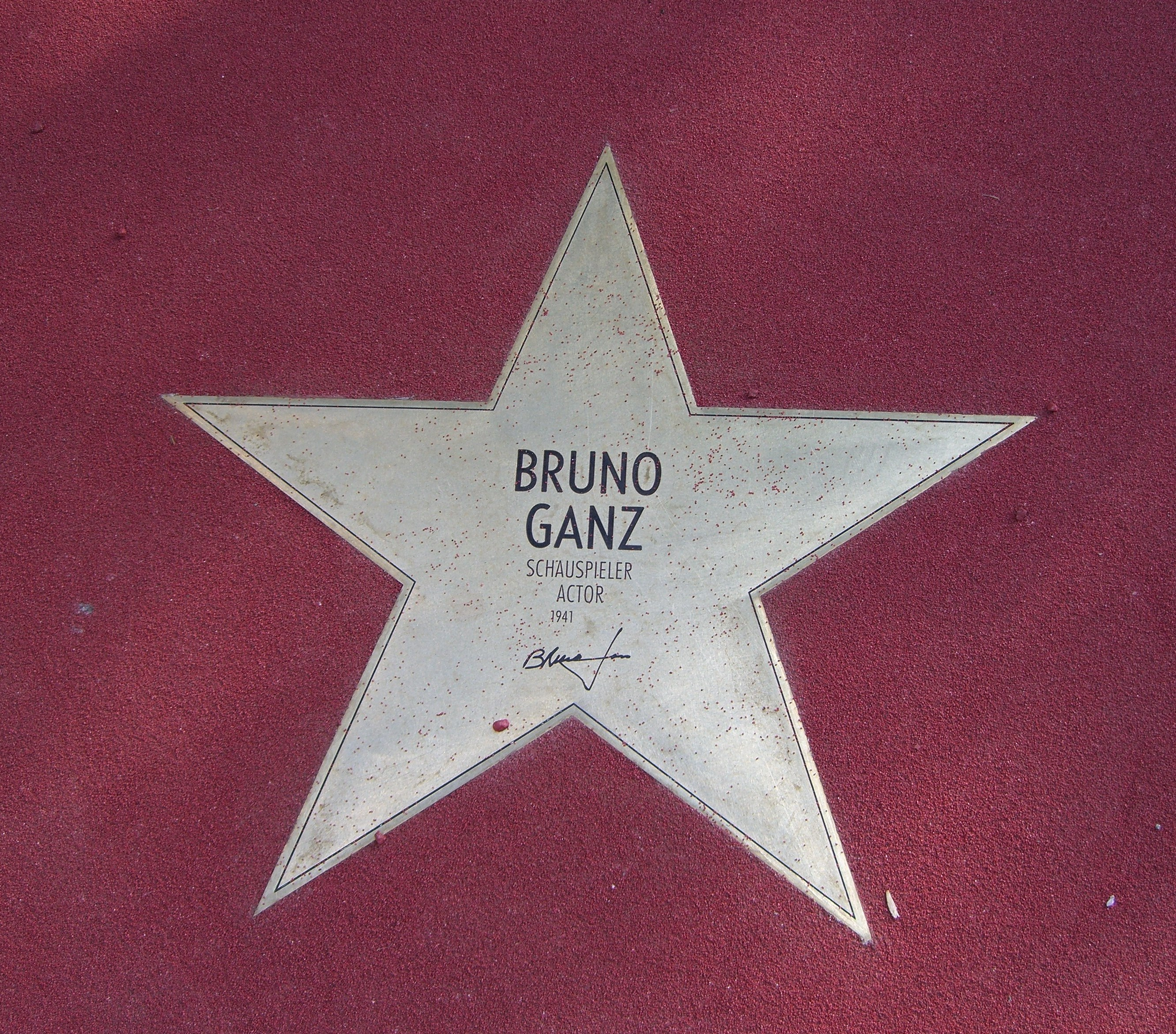
Stern von Bruno Ganz auf dem Boulevard der Stars in Berlin

- 1976: Deutscher Filmpreis, Filmband in Gold, für darstellerische Leistungen in Die Marquise von O.
- 1979: Deutscher Darstellerpreis (Chaplin-Schuh)
- 1991: Hans-Reinhart-Ring der Schweizerischen Gesellschaft für Theaterkultur
- 1998: Prix Walo
- 1999: Adolf-Grimme-Preis, für Gegen Ende der Nacht (zusammen mit Oliver Storz, Karoline Eichhorn und Stefan Kurt)
- 1999: Bremer Filmpreis
- 2000: Ritter des Ordre des Arts et des Lettres (französischer Verdienstorden für Kunst und Literatur)[24]
- 2000: Nominierung für den Europäischen Filmpreis, für Brot und Tulpen
- 2000: David di Donatello, für Brot und Tulpen
- 2001: Niedersächsischer Verdienstorden (1. Klasse)
- 2001: Theaterpreis Berlin
- 2001: Schweizer Filmpreis (Bester Darsteller, für Brot und Tulpen)
- 2004: Prix Walo
- 2004: Bambi, für Der Untergang
- 2004: SwissAward in der Sparte Kultur
- 2004: Nominierung für den Europäischen Filmpreis, für Der Untergang
- 2005: Goldener Gong, für Der Untergang
- 2005: Jupiter, für Der Untergang
- 2006: Kunstpreis der Stadt Zürich[25]
- 2006: Bundesverdienstkreuz 1. Klasse (4. Oktober 2006)[26]
- 2006: Österreichisches Ehrenzeichen für Wissenschaft und Kunst
- 2006: Goldener Ochse – Ehrenpreis beim Filmkunstfest Mecklenburg-Vorpommern
- 2007: Ritter der französischen Ehrenlegion[24]
- 2008: 22. Internationales Filmfest Braunschweig – Europäischer Schauspielpreis «Die Europa»
- 2010: Stern auf dem Boulevard der Stars in Berlin
- 2010: Europäischer Filmpreis für sein Lebenswerk
- 2011: Pardo alla Carriera al Festival del film Locarno
- 2012: Benennung eines Asteroiden nach ihm: (199900) Brunoganz[27]
- 2013: Preis für Schauspielkunst (Festival des deutschen Films, Ludwigshafen)
- 2014: Goldene Kamera, für sein Lebenswerk[28]
- 2015: Carl-Zuckmayer-Medaille, für seine Verdienste um die deutsche Sprache[29]
- 2015: Golden Camera 300 am Manaki Brothers Film Festival, für sein Lebenswerk[30]
- 2016: SwissAward – Lifetime Award, für sein Lebenswerk
- 2016: Bayerischer Filmpreis 2016: Ehrenpreis des Bayerischen Ministerpräsidenten[31]
- 2017: zwei Schweizer Filmpreise (Bester Darsteller, als Arthur Bloch in Un Juif pour l’exemple, und Ehrenpreis)

## Werk

### Theaterarbeiten (Auswahl)
| Jahr | Titel                             | Autor                                 | Rolle                | Regisseur                                                  | Theater                                 |
| ---- | --------------------------------- | ------------------------------------- | -------------------- | ---------------------------------------------------------- | --------------------------------------- |
| 1965 | Die Unberatenen                   | nach Thomas Valentin                  | Jochen Rull          | Kurt Hübner                                                | Bremer Theater                          |
| 1965 | Frühlings Erwachen                | Frank Wedekind                        | Moritz Stiefel       | Peter Zadek                                                | Bremer Theater                          |
| 1965 | Hamlet                            | William Shakespeare                   | Hamlet               | Kurt Hübner                                                | Bremer Theater                          |
| 1966 | Die Räuber                        | Friedrich Schiller                    | Franz Moor           | Peter Zadek                                                | Bremer Theater                          |
| 1966 | Macbeth                           | William Shakespeare                   | Macbeth              | Kurt Hübner                                                | Bremer Theater                          |
| 1967 | Maß für Maß                       | William Shakespeare                   | Herzog               | Peter Zadek                                                | Bremer Theater                          |
| 1968 | Im Dickicht der Städte            | Bertolt Brecht                        | George Garga         | Peter Stein                                                | Münchner Kammerspiele                   |
| 1969 | Kabale und Liebe                  | Friedrich Schiller                    | Wurm                 | Peter Stein                                                | Bremer Theater                          |
| 1969 | Torquato Tasso                    | Johann Wolfgang von Goethe            | Torquato Tasso       | Peter Stein                                                | Bremer Theater                          |
| 1970 | Die Mutter                        | Bertolt Brecht                        |                      | Wolfgang Schwiedrzik / Frank-Patrick Steckel / Peter Stein | Schaubühne am Halleschen Ufer           |
| 1971 | Peer Gynt                         | Henrik Ibsen                          | Peer Nr. 3 und Nr. 8 | Peter Stein                                                | Schaubühne am Halleschen Ufer           |
| 1971 | Der Ritt über den Bodensee        | Peter Handke                          | Heinrich George      | Claus Peymann/Wolfgang Wiens                               | Schaubühne am Halleschen Ufer           |
| 1972 | Geschichten aus dem Wiener Wald   | Ödön von Horváth                      | Oskar                | Klaus Michael Grüber                                       | Schaubühne am Halleschen Ufer           |
| 1972 | Der Ignorant und der Wahnsinnige  | Thomas Bernhard                       | Doktor               | Claus Peymann                                              | Salzburger Festspiele, Landestheater    |
| 1972 | Kleists Traum vom Prinzen Homburg | nach Heinrich von Kleist              | Prinz von Homburg    | Peter Stein                                                | Schaubühne am Halleschen Ufer           |
| 1973 | Die Bakchen                       | Euripides                             | Pentheus             | Klaus Michael Grüber                                       | Schaubühne am Halleschen Ufer           |
| 1973 | Sommergäste                       | Maxim Gorki                           | Schalimow            | Peter Stein                                                | Schaubühne am Halleschen Ufer           |
| 1975 | Tod des Empedokles                | nach Friedrich Hölderlin              | Empedokles           | Klaus Michael Grüber                                       | Schaubühne am Halleschen Ufer           |
| 1982 | Hamlet                            | William Shakespeare                   | Hamlet               | Klaus Michael Grüber                                       | Schaubühne am Lehniner Platz            |
| 1984 | Der Park                          | Botho Strauß                          | Oberon               | Peter Stein                                                | Schaubühne am Lehniner Platz            |
| 1986 | Prometheus, gefesselt             | Aischylos, übersetzt von Peter Handke | Prometheus           | Klaus Michael Grüber                                       | Salzburger Festspiele, Felsenreitschule |
| 1986 | Die Fremdenführerin               | Botho Strauß                          | Lehrer               | Luc Bondy                                                  | Schaubühne am Lehniner Platz            |
| 1987 | Der Misanthrop                    | Molière                               | Alceste              | Luc Bondy                                                  | Hebbel-Theater Berlin                   |
| 1993 | Coriolanus                        | William Shakespeare                   | Coriolanus           | Deborah Warner                                             | Salzburger Festspiele, Felsenreitschule |
| 1996 | Ithaka                            | Botho Strauß                          | Odysseus             | Dieter Dorn                                                | Münchner Kammerspiele                   |
| 2000 | Faust I u. II                     | Johann Wolfgang von Goethe            | Faust                | Peter Stein                                                | Expo 2000 Hannover                      |
| 2003 | Ödipus auf Kolonos                | Sophokles, übersetzt von Peter Handke | Ödipus               | Klaus Michael Grüber                                       | Burgtheater, Wien                       |
| 2006 | Schändung                         | Botho Strauß                          | Titus Andronicus     | Elmar Goerden                                              | Schauspielhaus Bochum                   |
| 2012 | Le Retour                         | Harold Pinter                         | Max                  | Luc Bondy                                                  | Théâtre Odéon Paris                     |

### Filmografie
| Jahr | Titel                                                                           | Regie                                                            | Anmerkungen                                                                  |
| ---- | ------------------------------------------------------------------------------- | ---------------------------------------------------------------- | ---------------------------------------------------------------------------- |
| 1960 | Der Herr mit der schwarzen Melone                                               | Karl Suter                                                       |                                                                              |
| 1961 | Chikita                                                                         | Karl Suter                                                       | Verleihtitel Deutschland: «Wenn Männer Schlange stehen»                      |
| 1962 | Es Dach überem Chopf                                                            | Kurt Früh                                                        |                                                                              |
| 1964 | Der Spaßvogel                                                                   | Peter Zadek                                                      | Fernsehfassung der Theaterinszenierung                                       |
| 1966 | Frühlings Erwachen                                                              | Peter Zadek                                                      | Fernsehfassung der Theaterinszenierung                                       |
| 1966 | Die Unberatenen                                                                 | Peter Zadek                                                      | Fernsehfilm                                                                  |
| 1967 | Der sanfte Lauf                                                                 | Haro Senft                                                       |                                                                              |
| 1968 | Die Schlacht bei Lobositz                                                       | Franz Peter Wirth                                                | Fernsehfilm                                                                  |
| 1968 | Maß für Maß                                                                     | Peter Zadek                                                      | Fernsehfassung der Theaterinszenierung                                       |
| 1968 | Im Dickicht der Städte                                                          | Peter Stein, Martin Batty                                        | Fernsehfassung der Theaterinszenierung                                       |
| 1969 | Torquato Tasso                                                                  | Peter Stein, Martin Batty                                        | Fernsehfassung der Theaterinszenierung                                       |
| 1970 | Eine große Familie                                                              | Peter Beauvais                                                   | Fernsehfilm                                                                  |
| 1971 | Die Mutter                                                                      | Peter Stein, Wolfgang M. Schwiedrzik, Frank-Patrick Steckel      | Fernsehfassung der Theaterinszenierung                                       |
| 1971 | Peer Gynt                                                                       | Peter Stein                                                      | Fernsehfassung der Theaterinszenierung                                       |
| 1972 | Der Ignorant und der Wahnsinnige                                                | Claus Peymann                                                    | Fernsehfassung der Theaterinszenierung                                       |
| 1973 | Prinz Friedrich von Homburg                                                     | Peter Stein                                                      | Fernsehfassung der Theaterinszenierung                                       |
| 1974 | Die Bakchen                                                                     | Klaus-Michael Grüber                                             | Fernsehfassung der Theaterinszenierung                                       |
| 1976 | Die Marquise von O. (La Marquise d’O.)                                          | Éric Rohmer                                                      |                                                                              |
| 1976 | Die Wildente                                                                    | Hans W. Geißendörfer                                             |                                                                              |
| 1976 | Im Scheinwerferlicht (Lumière)                                                  | Jeanne Moreau                                                    |                                                                              |
| 1976 | Sommergäste                                                                     | Peter Stein                                                      |                                                                              |
| 1977 | Der amerikanische Freund                                                        | Wim Wenders                                                      |                                                                              |
| 1977 | Die linkshändige Frau                                                           | Peter Handke                                                     |                                                                              |
| 1978 | Geschichte einer Liebe                                                          | Dagmar Damek                                                     | Mittellanger Fernsehfilm                                                     |
| 1978 | The Boys from Brazil                                                            | Franklin J. Schaffner                                            |                                                                              |
| 1978 | Schwarz und weiß wie Tage und Nächte                                            | Wolfgang Petersen                                                | Fernsehfilm                                                                  |
| 1978 | Messer im Kopf                                                                  | Reinhard Hauff                                                   |                                                                              |
| 1979 | Nosferatu – Phantom der Nacht                                                   | Werner Herzog                                                    |                                                                              |
| 1979 | Rückkehr zur Geliebten (Le retour à la bien-aimée)                              | Jean-François Adam                                               |                                                                              |
| 1979 | Bruno Ganz: Dienstreise                                                         | Ivo Barnabò Micheli                                              | TV-Dokumentarfilm                                                            |
| 1980 | 5 Prozent Risiko (5 % de risque)                                                | Jean Pourtalé                                                    |                                                                              |
| 1980 | Polenta                                                                         | Maya Simon                                                       | Fernsehfilm                                                                  |
| 1980 | Oggetti smarriti                                                                | Giuseppe Bertolucci                                              |                                                                              |
| 1980 | Der Erfinder                                                                    | Kurt Gloor                                                       |                                                                              |
| 1980 | Die Kameliendame (La storia vera della signora dalle camelie)                   | Mauro Bolognini                                                  |                                                                              |
| 1980 | Die Verweigerung (La Provinciale)                                               | Claude Goretta                                                   |                                                                              |
| 1981 | Fermata Etna                                                                    | Klaus-Michael Grüber                                             | Fernsehfilm                                                                  |
| 1981 | Etwas wird sichtbar                                                             | Harun Farocki                                                    |                                                                              |
| 1981 | Hände hoch! (Rece do góry)                                                      | Jerzy Skolimowski                                                |                                                                              |
| 1981 | Die Fälschung                                                                   | Volker Schlöndorff                                               |                                                                              |
| 1982 | Gedächtnis – Ein Film für Curt Bois und Bernhard Minetti                        | Bruno Ganz                                                       | Dokumentarfilm                                                               |
| 1982 | Logik des Gefühls                                                               | Ingo Kratisch                                                    |                                                                              |
| 1982 | Krieg und Frieden                                                               | Alexander Kluge, Volker Schlöndorff, Stefan Aust, Axel Engstfeld | Episodenfilm 2. Episode: «Der Friedensmarsch der Dreihunderttausend in Bonn» |
| 1983 | In der weißen Stadt (Dans la ville blanche)                                     | Alain Tanner                                                     |                                                                              |
| 1983 | Killer aus Florida                                                              | Klaus Schaffhauser                                               | Mittellanger Spielfilm                                                       |
| 1983 | System ohne Schatten                                                            | Rudolf Thome                                                     |                                                                              |
| 1985 | Der Eissalon (De IJssalon)                                                      | Dimitri Frenkel Frank                                            |                                                                              |
| 1985 | Der Park                                                                        | Peter Stein                                                      | Fernsehfilm                                                                  |
| 1986 | El río de oro                                                                   | Jaime Chávarri                                                   |                                                                              |
| 1986 | Der Pendler                                                                     | Bernhard Giger                                                   |                                                                              |
| 1986 | Väter und Söhne                                                                 | Bernhard Sinkel                                                  | Fernseh-Vierteiler                                                           |
| 1987 | Der Himmel über Berlin                                                          | Wim Wenders                                                      |                                                                              |
| 1988 | Der Himmel ist fern (Un amore di donna)                                         | Nelo Risi                                                        |                                                                              |
| 1988 | Verteidigungsrede des Judas                                                     | Gustav-Adolf Bähr                                                | 30-minütiger Kurzfilm – Monolog nach einer Vorlage von Walter Jens           |
| 1989 | Ein fast anonymes Verhältnis (Strapless)                                        | David Hare                                                       |                                                                              |
| 1989 | Bankomatt                                                                       | Villi Hermann                                                    |                                                                              |
| 1989 | Von Zeit zu Zeit                                                                | Clemens Steiger, Jörg Helbling                                   |                                                                              |
| 1989 | The Legendary Life of Ernest Hemingway                                          | José María Sánchez                                               |                                                                              |
| 1989 | Architektur des Untergangs (Undergangens arkitektur)                            | Peter Cohen                                                      | Dokumentarfilm – Erzähler in der deutschsprachigen Version                   |
| 1990 | Die Wette (Sazka)                                                               | Martin Walz                                                      | Fernsehfilm                                                                  |
| 1990 | Schrödingers kat                                                                | Paolo Pistolesi                                                  | Kurzfilm                                                                     |
| 1991 | Tassilo – Ein Fall für sich                                                     | Hajo Gies                                                        | Fernsehserie, sechsteilig                                                    |
| 1991 | Erfolg                                                                          | Franz Seitz                                                      | Dreiteiliger Fernsehfilm: 260 Min. / Kinofassung: 122 Min.                   |
| 1991 | La domenica specialmente                                                        | Giuseppe Bertolucci                                              | Episodenfilm                                                                 |
| 1991 | Children of Nature – Eine Reise (Börn náttúrunnar)                              | Friðrik Þór Friðriksson                                          |                                                                              |
| 1992 | Wege der Liebe (The Last Days of Chez Nous)                                     | Gillian Armstrong                                                |                                                                              |
| 1992 | Prag (Prague)                                                                   | Ian Sellar                                                       |                                                                              |
| 1992 | Brandnacht                                                                      | Markus Fischer                                                   |                                                                              |
| 1992 | Die Abwesenheit (L’absence)                                                     | Peter Handke                                                     |                                                                              |
| 1993 | In weiter Ferne, so nah!                                                        | Wim Wenders                                                      |                                                                              |
| 1993 | Asmara                                                                          | Paolo Poloni                                                     | Dokumentarfilm – als Erzähler                                                |
| 1994 | Heller Tag                                                                      | Andre Nitzschke                                                  |                                                                              |
| 1995 | Il Grande Fausto                                                                | Alberto Sironi                                                   | Fernsehfilm                                                                  |
| 1995 | Lumière et compagnie                                                            | Wim Wenders u. a.                                                | Omnibusfilm – 40 Regisseure beteiligt; Ganz ist im Wenders-Segment           |
| 1995 | Diario senza date                                                               | Roberto Andò                                                     |                                                                              |
| 1996 | Anwalt Abel                                                                     | Josef Rödl                                                       | Fernsehserie, 1 Folge: «Ein Richter in Angst»                                |
| 1996 | Tödliches Schweigen                                                             | Bernd Böhlich                                                    | Fernsehfilm                                                                  |
| 1996 | Tatort: Schattenwelt                                                            | Josef Rödl                                                       | Fernsehreihe                                                                 |
| 1996 | Saint-Ex                                                                        | Anand Tucker                                                     |                                                                              |
| 1997 | Universum                                                                       | Georg Riha                                                       | Doku-Fernsehserie – Sprecher der Folge «St. Stephan – Der lebende Dom»       |
| 1998 | Gegen Ende der Nacht                                                            | Oliver Storz                                                     | Fernsehfilm                                                                  |
| 1998 | Die Ewigkeit und ein Tag (Mia eoniotita ke mia mera)                            | Theo Angelopoulos                                                |                                                                              |
| 1999 | Bitter ist die Verbannung, bitterer noch die Heimkehr (You Can’t Go Home Again) | Bart van Esch                                                    | Erzähler                                                                     |
| 2000 | WerAngstWolf                                                                    | Clemens Klopfenstein                                             |                                                                              |
| 2000 | Brot und Tulpen (Pane e Tulipani)                                               | Silvio Soldini                                                   |                                                                              |
| 2001 | Johann Wolfgang von Goethe – Faust I                                            | Peter Stein, Peter Schönhofer                                    | Fernsehfassung der Theaterinszenierung                                       |
| 2001 | Johann Wolfgang von Goethe – Faust II                                           | Peter Stein, Thomas Grimm                                        | Fernsehfassung der Theaterinszenierung                                       |
| 2002 | Epsteins Nacht                                                                  | Urs Egger                                                        |                                                                              |
| 2002 | Bruno Ganz – Behind Me                                                          | Norbert Wiedmer                                                  | Dokumentarfilm über Ganz                                                     |
| 2002 | La forza del passato                                                            | Piergiorgio Gay                                                  |                                                                              |
| 2002 | Epoca: The Making of History                                                    | Isabella Huser, Andreas Hoessli                                  | Dokumentarfilm – als Erzähler der deutschsprachigen Fassung                  |
| 2003 | Luther                                                                          | Eric Till                                                        |                                                                              |
| 2004 | Der Manchurian Kandidat (The Manchurian Candidate)                              | Jonathan Demme                                                   |                                                                              |
| 2004 | Der Untergang                                                                   | Oliver Hirschbiegel                                              |                                                                              |
| 2006 | Fürchtet euch nicht! – Das Leben Papst Johannes Pauls II.                       | Jeff Bleckner                                                    | Fernsehfilm                                                                  |
| 2006 | Vitus                                                                           | Fredi M. Murer                                                   |                                                                              |
| 2006 | Ode an die Freude (Baruto no gakuen)                                            | Masanobu Deme                                                    |                                                                              |
| 2006 | Er, der Hut, sitzt auf ihm, dem Kopf                                            | Walter Deuber                                                    | Mittellanger Fernsehfilm                                                     |
| 2007 | Copacabana                                                                      | Xaver Schwarzenberger                                            | Fernsehfilm                                                                  |
| 2007 | Jugend ohne Jugend (Youth Without Youth)                                        | Francis Ford Coppola                                             |                                                                              |
| 2008 | Ein Starker Abgang                                                              | Rainer Kaufmann                                                  | Fernsehfilm                                                                  |
| 2008 | Stairway to Nowhere                                                             | Ahmet Tas                                                        |                                                                              |
| 2008 | Der Baader Meinhof Komplex                                                      | Uli Edel                                                         |                                                                              |
| 2008 | The Dust of Time (Trilogia II: I skoni tou hronou)                              | Theo Angelopoulos                                                |                                                                              |
| 2008 | Der Vorleser (The Reader)                                                       | Stephen Daldry                                                   |                                                                              |
| 2009 | Giulias Verschwinden                                                            | Christoph Schaub                                                 |                                                                              |
| 2010 | Der grosse Kater                                                                | Wolfgang Panzer                                                  |                                                                              |
| 2010 | Das Ende ist mein Anfang                                                        | Jo Baier                                                         |                                                                              |
| 2010 | Taxiphone: El Mektoub                                                           | Mohammed Soudani                                                 |                                                                              |
| 2010 | Satte Farben vor Schwarz                                                        | Sophie Heldman                                                   |                                                                              |
| 2011 | Brot                                                                            | Ahmet Taş                                                        | Kurzfilm                                                                     |
| 2011 | Unknown Identity (Unknown)                                                      | Jaume Collet-Serra                                               |                                                                              |
| 2011 | Sul nome Bach                                                                   | Francesco Leprino                                                |                                                                              |
| 2011 | Seitengänge (Sport de filles)                                                   | Patricia Mazuy                                                   | Alternativtitel: «Wilder Wille»                                              |
| 2011 | Der kleine Prinz                                                                | Lorenz Christian Köhler                                          |                                                                              |
| 2013 | Nachtzug nach Lissabon (Night Train to Lisbon)                                  | Bille August                                                     |                                                                              |
| 2013 | Michael Kohlhaas                                                                | Arnaud des Pallières                                             |                                                                              |
| 2013 | The Counselor                                                                   | Ridley Scott                                                     |                                                                              |
| 2013 | The Vatican                                                                     | Ridley Scott                                                     | Fernsehfilm                                                                  |
| 2014 | Einer nach dem anderen (Kraftidioten)                                           | Hans Petter Moland                                               |                                                                              |
| 2015 | Remember – Vergiss nicht, dich zu erinnern                                      | Atom Egoyan                                                      |                                                                              |
| 2015 | Amnesia                                                                         | Barbet Schroeder                                                 |                                                                              |
| 2015 | Giovanni Segantini – Magie des Lichts                                           | Christian Labhart                                                | Dokumentarfilm – als Erzähler                                                |
| 2015 | Heidi                                                                           | Alain Gsponer                                                    |                                                                              |
| 2016 | The Vatican Ein Jude als Exempel                                                | Jacob Berger                                                     |                                                                              |
| 2017 | The Party                                                                       | Sally Potter                                                     |                                                                              |
| 2017 | In Zeiten des abnehmenden Lichts                                                | Matti Geschonneck                                                |                                                                              |
| 2018 | The House That Jack Built                                                       | Lars von Trier                                                   |                                                                              |
| 2018 | Der Trafikant                                                                   | Nikolaus Leytner                                                 |                                                                              |
| 2018 | Fortuna                                                                         | Germinal Roaux                                                   |                                                                              |
| 2018 | Guitars don’t grow on trees                                                     | Luc Quelin                                                       | als Erzähler                                                                 |
| 2018 | The Witness                                                                     | Mitko Panov                                                      |                                                                              |
| 2019 | Ein verborgenes Leben (A Hidden Life)                                           | Terrence Malick                                                  |                                                                              |
| 2019 | Winterreise (Vinterrejse)                                                       | Anders Østergaard, Erzsébet Rácz                                 | Dokumentarfilm – postum erschienen                                           |

### Hörspiele
- 1981: Franz Kafka: In der Strafkolonie (Offizier) – Regie: Claude Pierre Salmony (Hörspiel – DRS)
- 1986: Johannes Bobrowski: Boehlendorff – Regie: Albrecht Surkau (Hörspiel – RB)
- 1990: Gabriel Josipovici: Nachruf auf L. S. (Freund) – Regie: Robert Matejka (Hörspiel – RIAS Berlin)
- 1990: Patricia Highsmith: Der Geschichtenerzähler (Sydney Bartleby) – Regie: Hans Dieter Schwarze (Hörspiel – NDR)

### Hörbuch
- mit Otto Sander: Gustave Flaubert, Iwan S. Turgenjew: Eine Freundschaft in Briefen. MC-Kassette, Audiobook. Kein und Aber, Zürich 1999, ISBN 3-906547-19-1.
- Hölderlin, Gedichte. Disc., ECM Records 1984.

### Erzähler
Ganz ist als Sprecher in Dokumentarfilmen zu hören, wie beispielsweise Das Geheimnis der Bäume – eine Naturdokumentation des Biologen und Filmemachers Luc Jacquet.

## Filmporträts
- Von Tasso zum Tatort: Der Schauspieler Bruno Ganz. Dokumentarfilm, Deutschland, 1997, Regie: Helmut Harald Fischer, Produktion: WDR, Claus Spahn.
- Bruno Ganz – Schauspieler – Stationen einer Karriere. (Alternativtitel: Bruno Ganz – Ein europäischer Schauspieler.) Dokumentarfilm, Schweiz, Deutschland, Frankreich, 2004, 49:38 Min., Buch und Regie: Norbert Wiedmer, Produktion: PS Film, Biograph Film, SRG SSR, arte, Inhaltsangabe von ARD und online-Video von SRF. 
Ein persönliches, nächtliches Gespräch mit Bruno Ganz in seiner Zürcher Wohnung, ergänzt mit Archivaufnahmen sowie Ausschnitten von Filmen und Theateraufführungen.
- Der sehnsüchtige Revolutionär, arte, 2021.